# Pellegrinaggio cristiano
(Salmo 83)

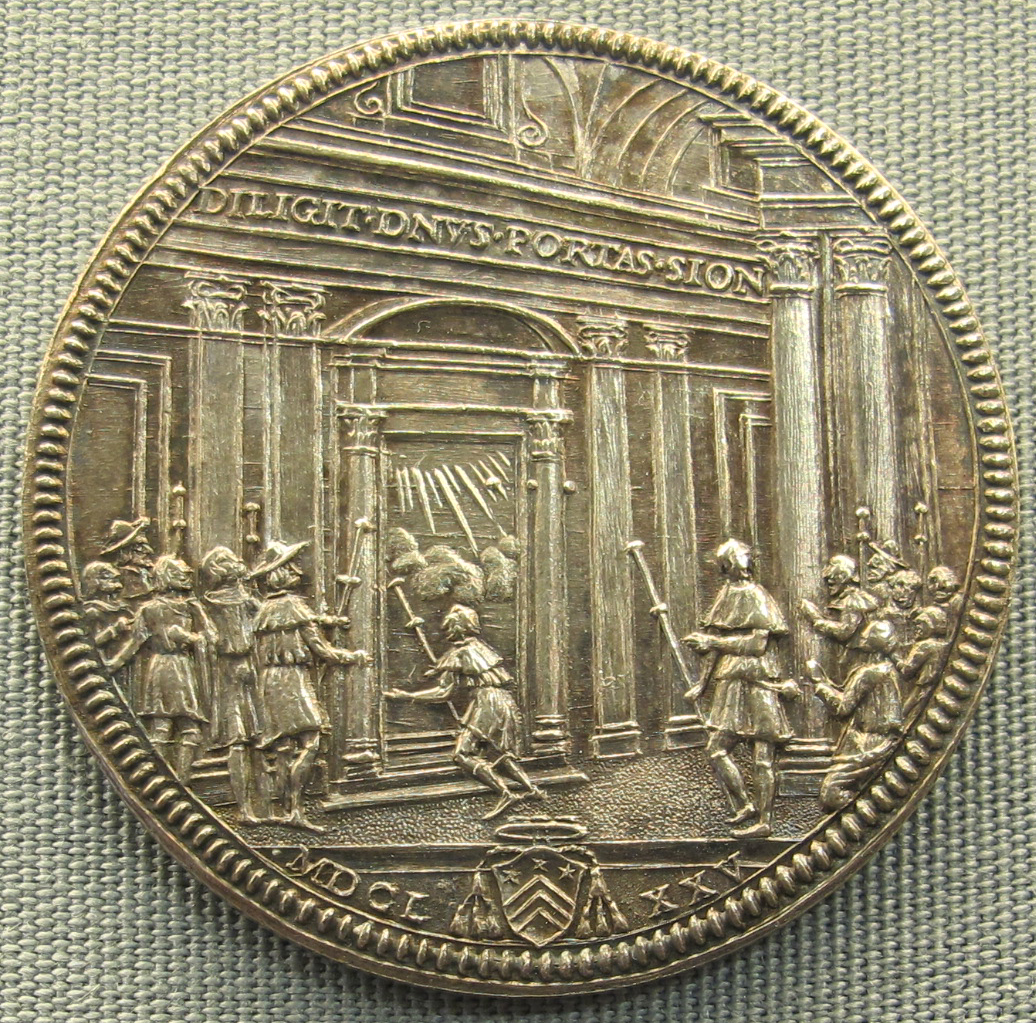
Pellegrini che arrivano a Roma in una medaglia del papa Clemente X, 1675

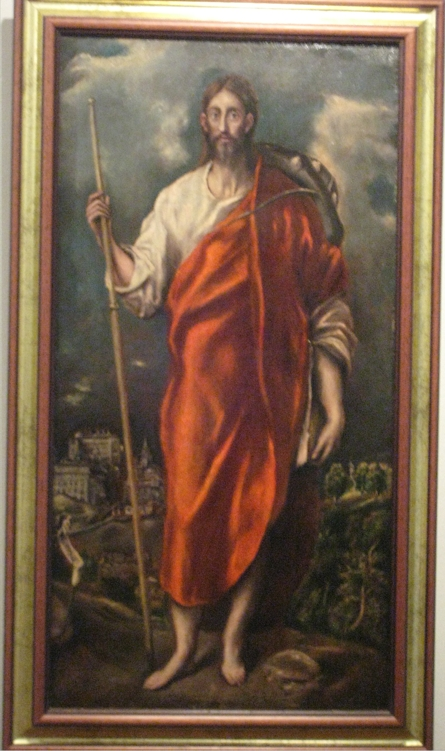
San Giacomo Maggiore su un dipinto di El Greco, tipicamente vestito da pellegrino cristiano

Un pellegrinaggio cristiano è una pratica religiosa svolta da fedeli cristiani verso luoghi di culto particolarmente significativi e santi.

## Storia
Nel mondo cristiano sono esistite due forme di pellegrinaggio, in seguito collegate e fuse tra loro:
1. Il pellegrinaggio devozionale;
2. Il pellegrinaggio penitenziale.

Il primo esiste fin dall'epoca paleocristiana e faceva parte del processo di conversione: per liberarsi dalle ansie e dalle tensioni del mondo si partiva verso Gerusalemme, dove si viveva da "stranieri", da "esuli" (secondo l'etimologia del termine "pellegrino"), magari fino al resto della propria vita. Un famoso esempio di pellegrinaggio devozionale fu quello fatto da sant'Elena, madre di Costantino I, nel IV secolo.
Il pellegrinaggio penitenziale, o espiatorio, invece ha origini più tarde, legate a tradizioni di origini insulari (anglosassoni e soprattutto irlandesi), dove si diffuse nell'alto medioevo per venire poi esportato nel continente europeo dai missionari nel VI e VII secolo. Esso era originariamente una forma di dura condanna verso una colpa molto grave (dall'omicidio all'incesto), nella quale incorrevano soprattutto gli ecclesiastici, non essendo essi sottomessi al diritto dei laici. Il reo era condannato a vagabondare in continuazione, per terre sconosciute e pericolose, vivendo nella povertà grazie solo alle elemosine, impossibilitato a stabilizzarsi altrove, lavorare e rifarsi una vita, in tutto simile alla vita fatta da Caino dopo l'omicidio di Abele (Genesi, 4, 12-14). Essi dovevano portare ben visibili i segni del loro peccato: giravano infatti nudi, scalzi e con ferri che ne cingevano i polsi e le gambe: non a caso in vari testi agiografici altomedievali ci sono passi in cui le catene si spezzano improvvisamente quale miracolo (piuttosto frequente) che segnalava la fine decisa da Dio della pena.
Le prime notizie di pellegrinaggi penitenziali diretti a una specifica meta risalgono all'VIII secolo. I pellegrini avevano anche alcuni segni non infamanti che li contraddistinguevano: il bastone (detto bordone), la bisaccia e i segni del santuario verso il quale si era diretti o dal quale si tornava, ben in vista sul copricapo o sul mantello.
Gli imperatori carolingi scoraggiavano tali pratiche per ragioni di ordine pubblico; nello stesso periodo i vescovi iniziarono a inviare questo particolare tipo di criminali direttamente al pontefice, affinché fosse lui a comminare la penitenza o a concedere un'assoluzione, anche se ciò causò talvolta conflitti tra alcuni vescovi e il pontefice: infatti i condannati, se pensavano di essere stati trattati con eccessiva durezza dal proprio vescovo preferivano migrare fino a Roma in cerca di pene meno severe, con un conflitto di competenza che all'epoca non era regolato da alcuna disciplina e che era segno della fatica di alcune diocesi di accettare la supremazia romana in maniera più che simbolica.
Con l'uso di andare a Roma dei pellegrini penitenziali, essi si sovrapposero ai pellegrini devozionali, che ivi visitavano le tombe e le reliquie degli apostoli Pietro e Paolo. Durante il medioevo le due forme di pellegrinaggio si sovrapposero fino a confondersi e uniformarsi: ogni pellegrino cercava l'espiazione di qualcosa.
Ai pellegrinaggi verso Roma e la Terrasanta nel corso dell'XI secolo la potente abbazia di Cluny si fece promotrice di un'altra destinazione, la città di Santiago di Compostela in Galizia, dove esisteva la (presunta) tomba dell'apostolo Giacomo. Santiago aveva il vantaggio di unire il flusso dei pellegrini al processo di Reconquista della Spagna allora musulmana.
Per quanto riguarda Gerusalemme essa era fin dal VII secolo in mano dei musulmani, in un'area contesa tra i califfati del Cairo (fatimide, sciita) e di Baghdad (abbaside, sunnita). I pellegrini cristiani potevano visitare la città e le chiese pagando un prezzo per i salvacondotti.
Fino all'XI secolo i pellegrinaggi furono un fenomeno esistente ma piuttosto limitato, per l'insicurezza generale e anche per una certa diffidenza da parte della stessa Chiesa: essi andavano oltre il controllo delle diocesi, che era saldamente territoriale, e non era gradito dagli ordini monastici, che seguivano il precetto della stabilitas loci, che impediva a un monaco di cambiare monastero. Essi inoltre sostenevano in genere che la propria "Gerusalemme" andasse trovata nel cuore di ogni cristiano, piuttosto che nel viaggio. In seguito la Chiesa riconobbe nel pellegrinaggio un'esperienza fondamentale della vita religiosa e lo disciplinò, corredandolo di un apposito voto e delle relative indulgenze spirituali.
I pellegrinaggi furono dopo l'anno Mille uno dei motori della ritrovata mobilità delle persone e affiancarono il rinascere dei commerci. Le vie dei pellegrinaggi si attrezzarono con hospitalia (ospizi) dove rifocillarsi e curarsi, se infermi.
Un interessante resoconto di pellegrinaggio quattrocentesco si può leggere nel Fiore di Terra Santa in cui Girolamo Castiglione, oltre all'esperienza mistica descrive accuratamente luoghi ed edifici. 
A partire dal 1300 quando papa Bonifacio VIII istituì il primo Giubileo, ogni fedele cattolico è invitato a fare un pellegrinaggio nell'anno giubilare.
Alcune "tappe" del pellegrinaggio erano: 
Ur dei Caldei, ove Abramo sentì la parola del Signore; 
il monte Sinai, ove Mosè ebbe la rivelazione del nome di Dio e il dono del Decalogo; 
il monte Nebo, ove Mosè poté guardare la Terra promessa, senza tuttavia poterla raggiungere; 
Nazareth, luogo della concezione e della nascita di Gesù, accanto alla Madre e al suo lavoro quotidiano; 
Betlemme, ove Cristo venne alla luce e i pastori e i magi diedero voce all'adorazione dell'intera umanità e risuonò l'augurio di pace degli angeli; 
Gerusalemme, il Cenacolo e i luoghi dove Cristo ha dato la sua vita e l'ha poi ripresa nella risurrezione; 
Damasco, luogo della conversione di Paolo; 
Atene, ove Paolo tenne nell'Areopago un discorso che il Papa giudica "il simbolo stesso dell'incontro del Vangelo con la cultura umana

## Luoghi dei pellegrinaggi

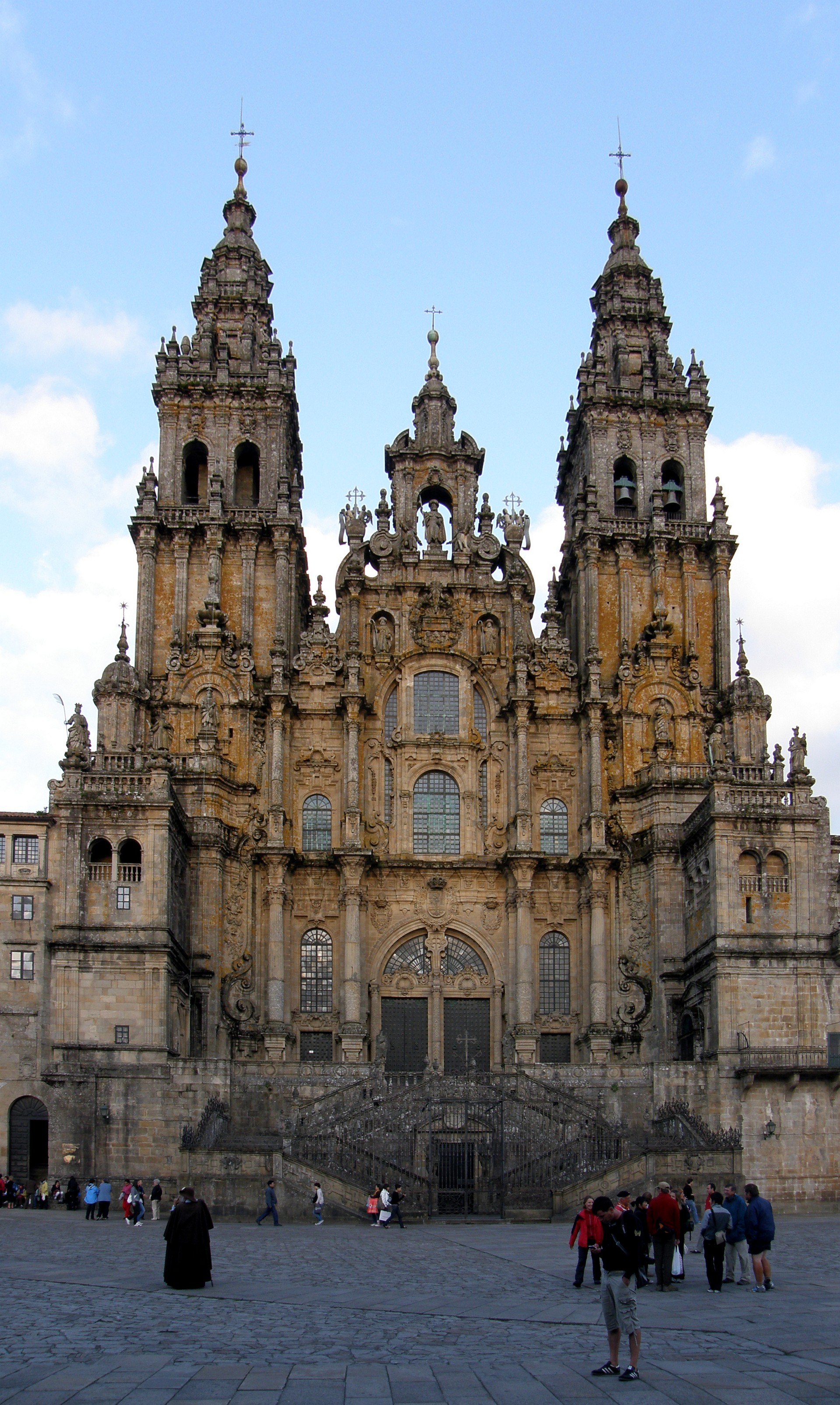
La cattedrale di Santiago di Compostela; le alte torri e le campane servivano a far individuare il santuario da distanza.

Le tre mete storiche dei pellegrinaggi sono: Gerusalemme (in Terra santa), Roma (partendo in genere da Canterbury), e Santiago di Compostela. I due pellegrinaggi europei si sono svolti lungo percorsi che nel corso del tempo sono diventati celebri. I più famosi sono: il Camino francés per Santiago di Compostela e la via Francigena per Roma.
A questi tre pellegrinaggi si sono aggiunti quelli diretti ai vari Sacri Monti ed ai principali luoghi d'apparizione mariani: Guadalupe, Lourdes, Fatima, Kibeho in Rwanda, Medjugorie. Oltre che a luoghi particolari legati alla Madonna come Leuca, Częstochowa e Loreto o luoghi legati a santi particolarmente importanti come Assisi e Croagh Patrick in Irlanda. 
Nel mondo cattolico i pellegrinaggi per antonomasia sono quello a Gerusalemme e in Terra Santa, e quello verso Roma. L'importanza del pellegrinaggio a Roma è evidente nel fatto che in spagnolo il pellegrinaggio si chiama romería, e anche nell'italiano antico il termine romeo indicava il pellegrino. Nell'italiano medievale il pellegrino verso la Terrasanta aveva il nome di palmizio riservando il termine  pellegrino per quello verso Santiago di Compostela.
Attualmente ogni stato cattolico è legato a un particolare pellegrinaggio: per l'Italia Padova, Roma, Assisi, Loreto; per la Spagna Santiago di Compostela e Garabandal; per la Polonia Częstochowa, per il Portogallo il Santuario di Nostra Signora di Fatima, il Santuario Alexandrina di Balazar, il Santuario di Cristo-Rei; per la Francia, Lourdes; per il Messico la Basilica di Nostra Signora di Guadalupe, per l'Irlanda Croagh Patrick. Al di fuori dei paesi cattolici i pellegrinaggi principali sono quelli di Gerusalemme-Terra Santa e Medjugorie in Bosnia ed Erzegovina.

## I pellegrinaggi a piedi
Fino ad un secolo fa tutti i pellegrinaggi si svolgevano a piedi.
Oggi solo alcuni hanno mantenuto questa modalità, i più famosi sono quelli di Santiago di Compostela in Spagna e quello di Częstochowa in Polonia. In questi luoghi i pellegrinaggi a piedi non si sono mai interrotti.
In altri luoghi invece questo tipo di pellegrinaggio ha ripreso vigore dopo decenni o secoli come quello verso Loreto.
Negli ultimi 30 anni i Pellegrinaggi a piedi sono in costante espansione sia come partecipanti alle singole iniziative, sia come numero delle iniziative stesse.
Significativo in questo senso è il caso di Santiago di Compostela in cui il Cammino di Santiago ha ripreso un forte slancio negli ultimi 15 anni.

## Nomi tradizionali
I tre maggiori pellegrinaggi medioevali davano diritto a chi li avesse compiuti nomi e simboli tradizionali, così indicati da Dante nella Vita Nova (XL):
- San Giacomo di Compostela pellegrini, simbolo: la conchiglia;
- Roma Romei, simbolo: una croce;
- Gerusalemme Palmizi, simbolo: la palma.